# TRT Radyo 1

TRT Radyo 1, también llamada TRT Radyo Bir, es una emisora de radio pública de Turquía. Es el primer programa de radio del ente público de radio y televisión turco TRT, y es la emisora de radio más antigua de Turquía.

## Historia
Su origen se remonta al año 1927 cuando comenzó a emitir Radio Ankara, hasta el año 1964, cuando, tras la creación del ente TRT el 1 de mayo de 1964, convergen las emisoras de radio de Ankara y Estambul, haciendo un programa unificado en cadena nacional. 
Desde 1974, y ya bajo el nombre de TRT-1 emite las veinticuatro horas del día.
En 1987, a raíz del establecimiento del cuarto canal de radio y del segundo canal de televisión, el nombre de todas las emisoras se renovó, pasando TRT-1 a ser denominada como TRT Radyo 1.
A partir de comienzos de la década de los años 90, se inicia su implantación en frecuencia modulada.

## Programación
Su programación responde a un estilo generalista que abarca multitud de temas, como noticias, información de cultura y educación, deportes, literatura, economía y otras cuestiones, con boletines informativos cada hora.

## Datos técnicos
TRT Radyo 1 emite principalmente en frecuencia modulada, siendo su emisión en onda media restringida a escasas horas durante la mañana.
Adicionalmente, está disponible en internet a través de su página web, así como mediante satélite.

## Frecuencias
Actualmente, los emisores de onda media que difundían TRT Radyo 1 son los siguientes.
| Frecuencia, kHz | Frecuencia, metros | Zona de emisión | Ubicación del emisor | Potencia, kW | Indicativo |
| --------------- | ------------------ | --------------- | -------------------- | ------------ | ---------- |
| 630             | 476                | Çukurova        | Mersin-Kazanli       | 300          | TAZ1       |
| 891             | 337                | Antalya         | Aksu                 | 100          | -          |
| 927             | 323                | Esmirna         | Izmir Torbali        | 100          | TAZ        |
| 954             | 314                | Trabzon         | Trabzon              | 100          | TAR3       |